# Indigofera congolensis
Indigofera congolensis är en ärtväxtart som beskrevs av De Wild. och Théophile Alexis Durand. Indigofera congolensis ingår i släktet indigosläktet, och familjen ärtväxter. Inga underarter finns listade i Catalogue of Life.